# Anaktorio
Anaktorio (in greco Ανακτόριο?) è un ex comune della Grecia nella periferia della Grecia Occidentale (unità periferica dell'Etolia-Acarnania) con 8.830 abitanti secondo i dati del censimento 2001.
È stato soppresso a seguito della riforma amministrativa, detta Programma Callicrate, in vigore dal gennaio 2011 ed è ora compreso nel comune di Aktio-Vonitsa.

## Località
Anaktorio è suddiviso nelle seguenti comunità (i nomi dei villaggi tra parentesi):
- Vonitsa (Vonitsa, Aktio, Nea Kamarina)
- Agios Nikolaos Vonitsis
- Drymos (Drymos, Petra)
- Thyrio (Thyrio, Gourgouvli)
- Monastiraki (Monastiraki, Korpi)
- Paliampela